# Stanley Baker
William Stanley Baker (Ferndale, 28 febbraio 1928 – Malaga, 28 giugno 1976) è stato un attore britannico.

## Biografia

### Il debutto
Figlio di un minatore, esordì nel cinema all'età di 15 anni interpretando la parte di uno scolaro jugoslavo nel dramma bellico Undercover (1943), diretto da Sergei Nolbandov e prodotto dalla Ealing. Dopo alcuni anni di lavoro presso il Teatro di Repertorio di Birmingham, si trasferì a Londra per riprendere l'attività di attore cinematografico.

### La carriera nel cinema
All'inizio degli anni cinquanta Baker iniziò ad affermarsi sul grande schermo, interpretando prevalentemente personaggi "scomodi" e difficili, di indole malvagia. Dopo la partecipazione ad alcuni film d'avventura in costume, tra cui Le avventure del capitano Hornblower, il temerario (1951) e I cavalieri della Tavola Rotonda (1953), si affermò definitivamente in Mare crudele (1953), sceneggiato dal romanziere Eric Ambler, cui seguirono altre due partecipazioni a film di genere bellico, Berretti rossi (1953) e Inferno sotto zero (1954), entrambi accanto ad Alan Ladd.
Dopo il rude personaggio dell'ex pugile Mike Morgan nel film L'età della violenza (1954), accanto a Laurence Harvey, Baker ottenne il ruolo di Henry Tudor nella trasposizione cinematografica del Riccardo III diretta e interpretata nel 1955 da Laurence Olivier.

### I film con Losey
Nella seconda metà degli anni cinquanta, Baker si confermò tra i più validi interpreti del cinema britannico, diventando uno degli attori prediletti del regista Joseph Losey, sotto la cui direzione interpretò quattro film: L'inchiesta dell'ispettore Morgan (1959), Giungla di cemento (1960), Eva (1962), tratto da un romanzo di James Hadley Chase e L'incidente (1967). La sua maschera sofferta e drammatica risultò ideale nelle opere di Losey, caratterizzate dal pessimismo e dalla grande attenzione per i conflitti interiori dei suoi personaggi, vittime di ambizioni, degradazioni morali e disagi sociali.

### Il successo internazionale
Baker partecipò a numerosi successi cinematografici internazionali, tra cui il kolossal bellico I cannoni di Navarone (1961), il biblico Sodoma e Gomorra (1962) e, in particolare, Zulu (1964), ambientato in epoca coloniale, di cui fu anche produttore e in cui interpretò il ruolo del sottotenente John Chard, forse il suo ruolo più memorabile tra quelli non diretti da Losey. Con la propria casa di produzione, Baker lavorò anche in Rapina al treno postale (1967) e ottenne grande successo con Un colpo all'italiana (1969), di cui non fu però interprete.
Alla fine degli anni sessanta, si cimentò anche in alcuni ruoli più leggeri, come in La ragazza con la pistola (1968), accanto a Monica Vitti, e in Colpo da 500 milioni alla National Bank (1970), a fianco di Ursula Andress. Nel 1971 partecipò al film Fuori il malloppo (Popsy Pop) con Claudia Cardinale. Nel 1975, recitò con Alain Delon nel film Zorro, interpretando il ruolo dell'antagonista principale, il colonnello Huerta. La pellicola si rivelò campione d'incassi in Italia, e un grande successo in Europa e in Cina.
Il suo ultimo impegno professionale lo vide nelle vesti di Gwilym Morgan nella riduzione televisiva a episodi del romanzo Com'era verde la mia vallata (1976), prodotta dalla BBC.

## Vita privata
Sposato con Ellen Baker, Stanley Baker morì prematuramente nella città spagnola di Malaga, all'età di 48 anni, per una polmonite contratta in seguito a un intervento chirurgico per un cancro ai polmoni. L'attore, che era appena stato nominato Cavaliere dell'Impero Britannico, non fece in tempo a ricevere personalmente a Buckingham Palace l'onorificenza di baronetto. Le sue ceneri furono disperse a Ferndale, suo villaggio natale nella Rhondda Valley (Galles), dove, nel 2006, venne ufficialmente inaugurata la casa-museo "Sir Stanley Baker Lounge", tributo alla vita e alla carriera dell'attore.

## Filmografia

### Cinema
- Undercover, regia di Sergei Nolbandov (1943)
- Just William's Luck, regia di Val Guest (1948)
- All Over the Town, regia di Derek N. Twist (1949)
- Choir Practice - film TV (1949)
- Vendico il tuo peccato (Obsession), regia di Edward Dmytryk (1949)
- The Luck of the Graces - film TV (1949)
- Your Witness, regia di Robert Montgomery (1950)
- Lilli Marlene, regia di Arthur Crabtree (1950)
- Something in the City, regia di Maclean Rogers (1950)
- The Rossiter Case, regia di Francis Searle (1951)
- Le avventure del capitano Hornblower, il temerario (Captain Horatio Hornblower R.N.), regia di Raoul Walsh (1951)
- Cloudburst, regia di Francis Searle (1951)
- Home to Danger, regia di Terence Fisher (1951)
- La morte colpisce a tradimento (Whispering Smith Hits London), regia di Francis Searle (1952)
- Mare crudele (The Cruel Sea), regia di Charles Frend (1953)
- Berretti rossi (The Red Beret), regia di Terence Young (1953)
- The Tell-Tale Heart, cortometraggio, regia di J.B. Williams (1953)
- I cavalieri della Tavola Rotonda (Knights of the Round Table), regia di Richard Thorpe (1953)
- Inferno sotto zero (Hell Below Zero), regia di Mark Robson (1954)
- L'età della violenza (The Good Die Young), regia di Lewis Gilbert (1954)
- Trafficanti d'oro (Beautiful Stranger), regia di David Miller (1954)
- Riccardo III (Richard III), regia di Laurence Olivier (1955)
- Elena di Troia (Helen of Troy), regia di Robert Wise (1956)
- Alessandro il Grande (Alexander the Great), regia di Robert Rossen (1956)
- Child in the House, regia di Cy Endfield (1956)
- I fucilieri dei mari della Cina (A Hill in Korea), regia di Julian Amyes (1956)
- Criminali sull'asfalto (Checkpoint), regia di Ralph Thomas (1956)
- I piloti dell'inferno (Hell Drivers), regia di Cy Endfield (1957)
- La dinastia del petrolio (Campbell's Kingdom), regia di Ralph Thomas (1957)
- L'incendiario (Violent Playground), regia di Basil Dearden (1958)
- Sea Fury, regia di Cy Endfield (1958)
- Le colline dell'odio (The Angry Hills), regia di Robert Aldrich (1959)
- Nemici di ieri (Yesterday's Enemy), regia di Val Guest (1959)
- L'inchiesta dell'ispettore Morgan (Blind Date), regia di Joseph Losey (1959)
- Super jet 709 (Jet Storm), regia di Cy Endfield (1959)
- L'assassino è alla porta (Hell is a City), regia di Val Guest (1960)
- Giungla di cemento (The Criminal), regia di Joseph Losey (1960)
- I cannoni di Navarone (The Guns of Navarone), regia di J. Lee Thompson (1961)
- Eva (Eve), regia di Joseph Losey (1962)
- Sodoma e Gomorra (Sodom and Gomorrah), regia di Robert Aldrich (1962)
- Rapina al campo 3 (A Prize of Arms), regia di Cliff Owen (1962)
- Amore alla francese (In the French Style), regia di Robert Parrish (1963)
- L'uomo che morì tre volte (The Man Who Finally Die), regia di Quentin Lawrence (1963)
- Zulu, regia di Cy Endfield (1964)
- Il gigante della roccia del falco (Dingaka), regia di Jamie Uys (1964)
- One of Them Is Named Brett, regia di Roger Graef (1965)
- Le sabbie del Kalahari (Sands of the Kalahari), regia di Cy Endfield (1966)
- L'incidente (Accident), regia di Joseph Losey (1967)
- Rapina al treno postale (Robbery), regia di Peter Yates (1967)
- La ragazza con la pistola, regia di Mario Monicelli (1968)
- Dov'è Jack? (Where's Jack?), regia di James Clavell (1969)
- I cinque disperati duri a morire (The Last Grenade), regia di Gordon Flemyng (1970)
- I formidabili (The Games), regia di Michael Winner (1970)
- Colpo da 500 milioni alla National Bank (Perfect Friday), regia di Peter Hall (1970)
- Una lucertola con la pelle di donna, regia di Lucio Fulci (1971)
- Fuori il malloppo (Popsy Pop) (Popsy Pop), regia di Jean Herman (1971)
- Sole rosso sul Bosforo (Innocent Bystanders), regia di Peter Collinson (1972)
- Zorro, regia di Duccio Tessari (1975)
- Promessa sposa (Pepita Jiménez), regia di Rafael Moreno Alba (1975)

### Televisione
- Marion - film TV (1950)
- Rush Job - film TV (1951)
- A Cradle of Willow - film TV (1952)
- Jane Eyre - serie TV, 5 episodi (1956)
- Who Goes Home? - film TV (1956)
- BBC Sunday-Night Theatre - serie TV, 7 episodi (1950-1958)
- Armchair Theatre - serie TV, 1 episodio (1958)
- BBC Sunday-Night Play - miniserie TV, 1 episodio (1960)
- Drama 61-67 - serie TV, 1 episodio (1964)
- Who Has Seen the Wind? - film TV (1965)
- ITV Play of the Week - serie TV, 1 episodio (1966)
- Code Name: Heraclitus - film TV (1967)
- Polvere di stelle (Bob Hope Presents the Chrysler Theatre) - serie TV, 3 episodi (1966-1967)
- ITV Saturday Night Theatre - serie TV, 1 episodio (1970)
- Who Killed Lamb? - film TV (1974)
- Late Night Drama - serie TV, 1 episodio (1974)
- BBC Play of the Month - serie TV, 2 episodi (1974)
- How Green Was My Valley - miniserie TV, 6 episodi (1975-1976)
- Orzowei, il figlio della savana - miniserie TV (1977)

## Doppiatori italiani
Nelle versioni in italiano dei suoi film, Stanley Baker è stato doppiato da:
- Nando Gazzolo in Le colline dell'odio, L'inchiesta dell'ispettore Morgan, Sodoma e Gomorra
- Renato Turi in L'età della violenza, I cannoni di Navarone, Rapina al treno postale
- Giuseppe Rinaldi in Eva, Zulu, Le sabbie del Kalahari
- Gianfranco Bellini in Riccardo III, Elena di Troia
- Sergio Rossi in La ragazza con la pistola, Sole rosso sul Bosforo
- Pino Locchi in Una lucertola con la pelle di donna, Fuori il malloppo
- Adolfo Geri in Le avventure del capitano Hornblower, il temerario
- Giancarlo Maestri ne L'incidente
- Bruno Persa in I cavalieri della Tavola Rotonda
- Giulio Panicali in Alessandro il Grande
- Stefano Sibaldi in Trafficanti d'oro
- Paolo Ferrari in Zorro
- Emilio Cigoli ne I piloti dell'inferno
- Michele Kalamera in Cinque disperati duri a morire